# 駐日ニュージーランド大使館
駐日ニュージーランド大使館（英語: Embassy of New Zealand in Japan）は、ニュージーランドが日本の首都東京に設置している大使館である。在東京ニュージーランド大使館（英語: Embassy of New Zealand in Tokyo）とも。
1952年、サンフランシスコ平和条約の発効により日本国が独立、ニュージーランドも同条約締結国のうちの一国。まず駐日ニュージーランド公使館（在東京ニュージーランド公使館）が開設された後、1958年に公使館が大使館に昇格して現在に至っている。

## 所在地
| 日本語   | 〒150-0047 東京都渋谷区神山町20-40                                            |
| 英語     | 20-40, Kamiyama-cho, Shibuya-ku, Tokyo 150-0047                               |
| アクセス | 東京メトロ千代田線代々木公園駅2番出口、もしくは小田急小田原線代々木八幡駅南口 |

## 大使
2019年8月8日より、ヘイミッシュ・ネヴィル・フランシス・クーパーが特命全権大使を務めている。
歴代大使からは政府長官を輩出している。1994年から1997年にかけて駐日大使を務めていたマーティン・ウィーバーズが、首相内閣府（DPMC）長官として奉職した。

## ギャラリー

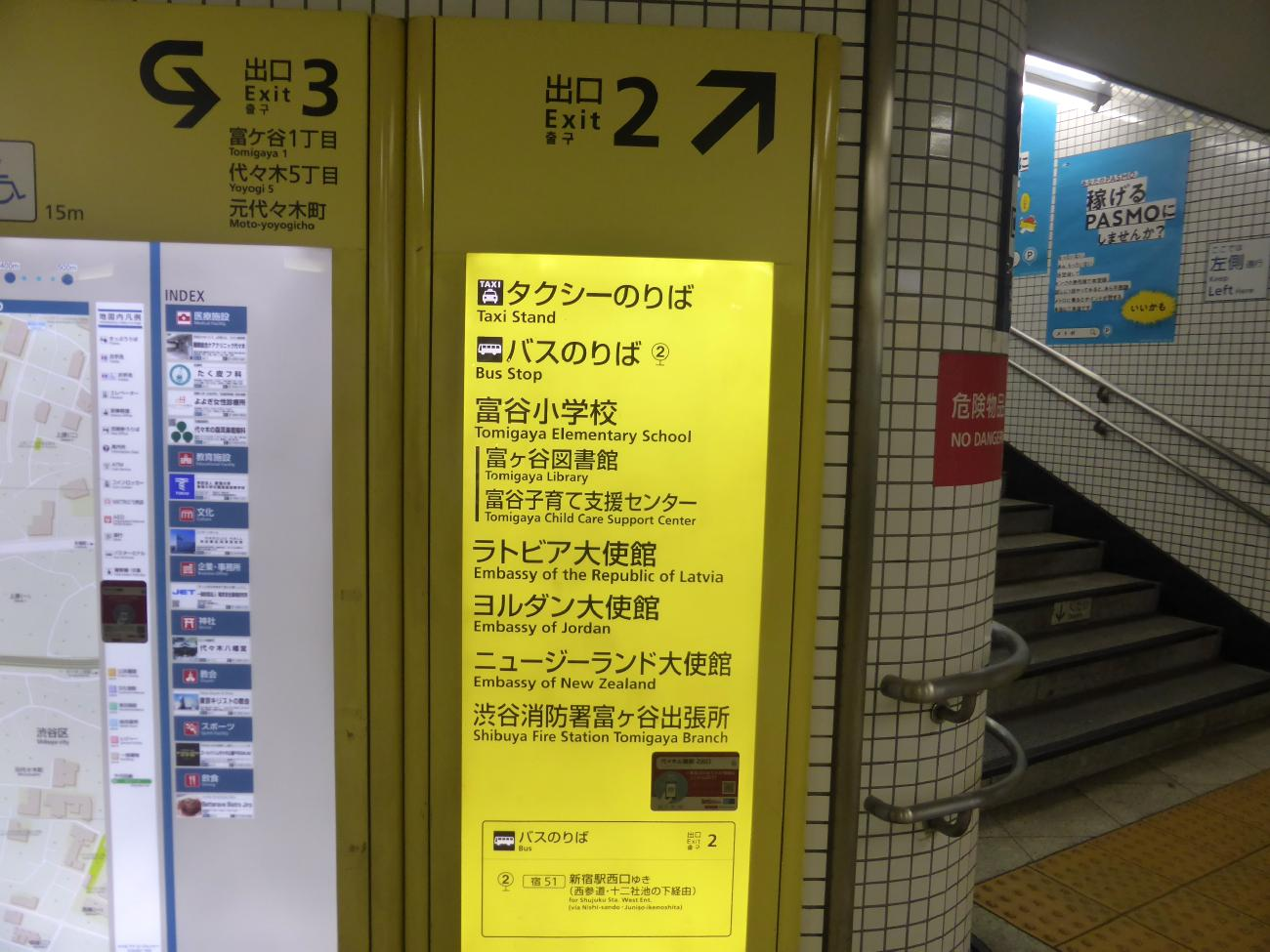
最寄り駅は代々木公園駅の2番出口
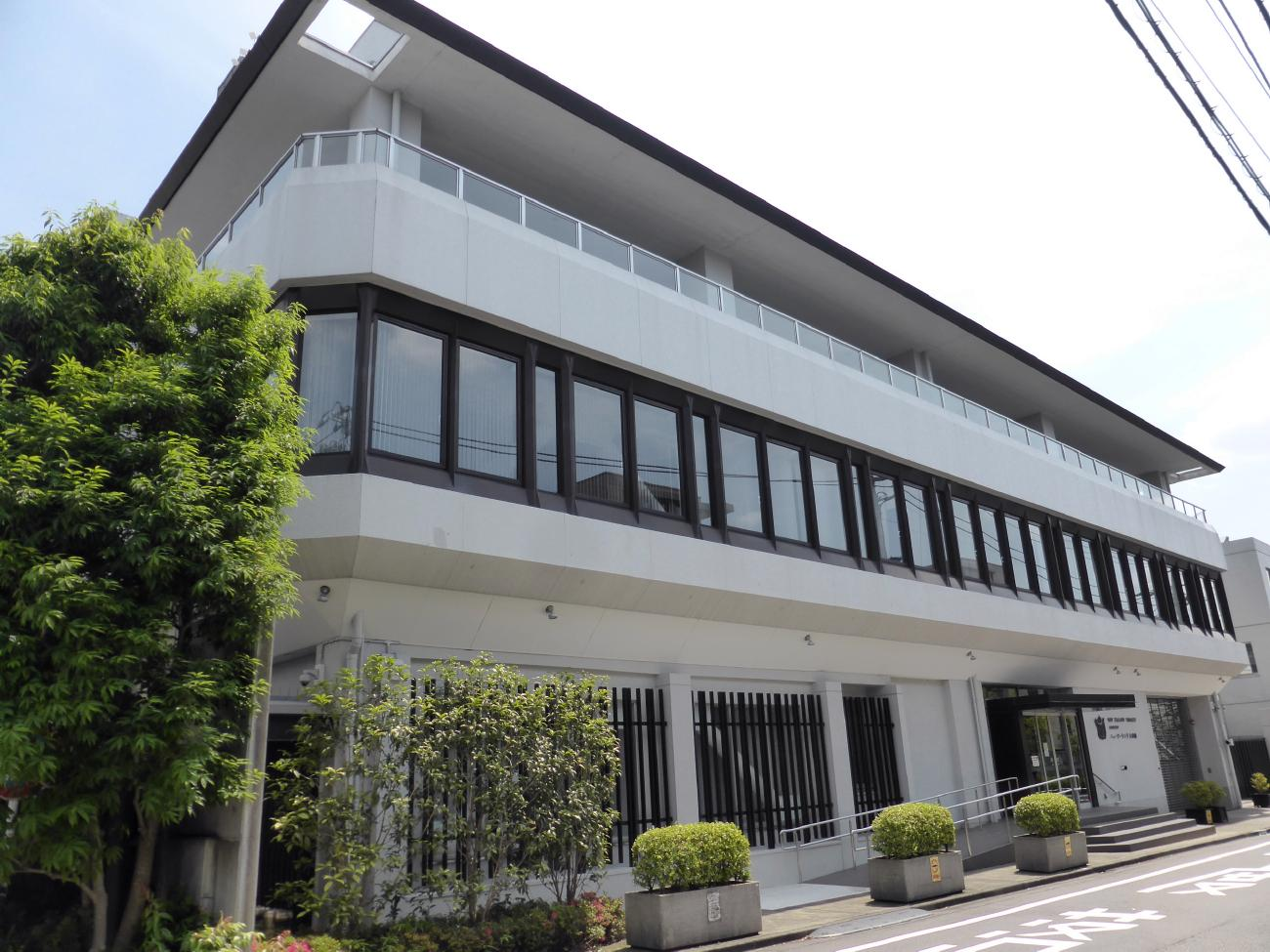
ニュージーランド大使館全景
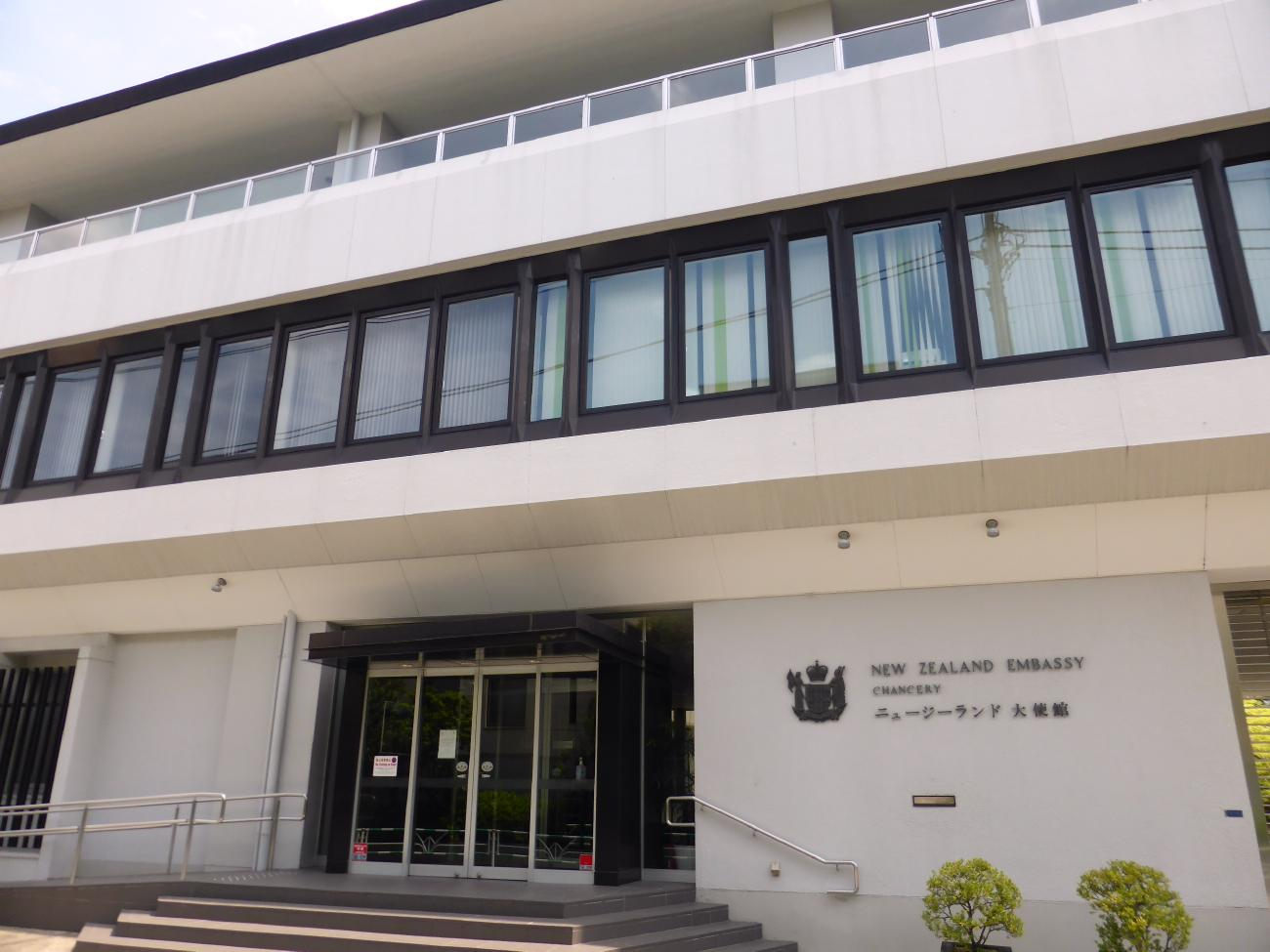
ニュージーランド大使館正門
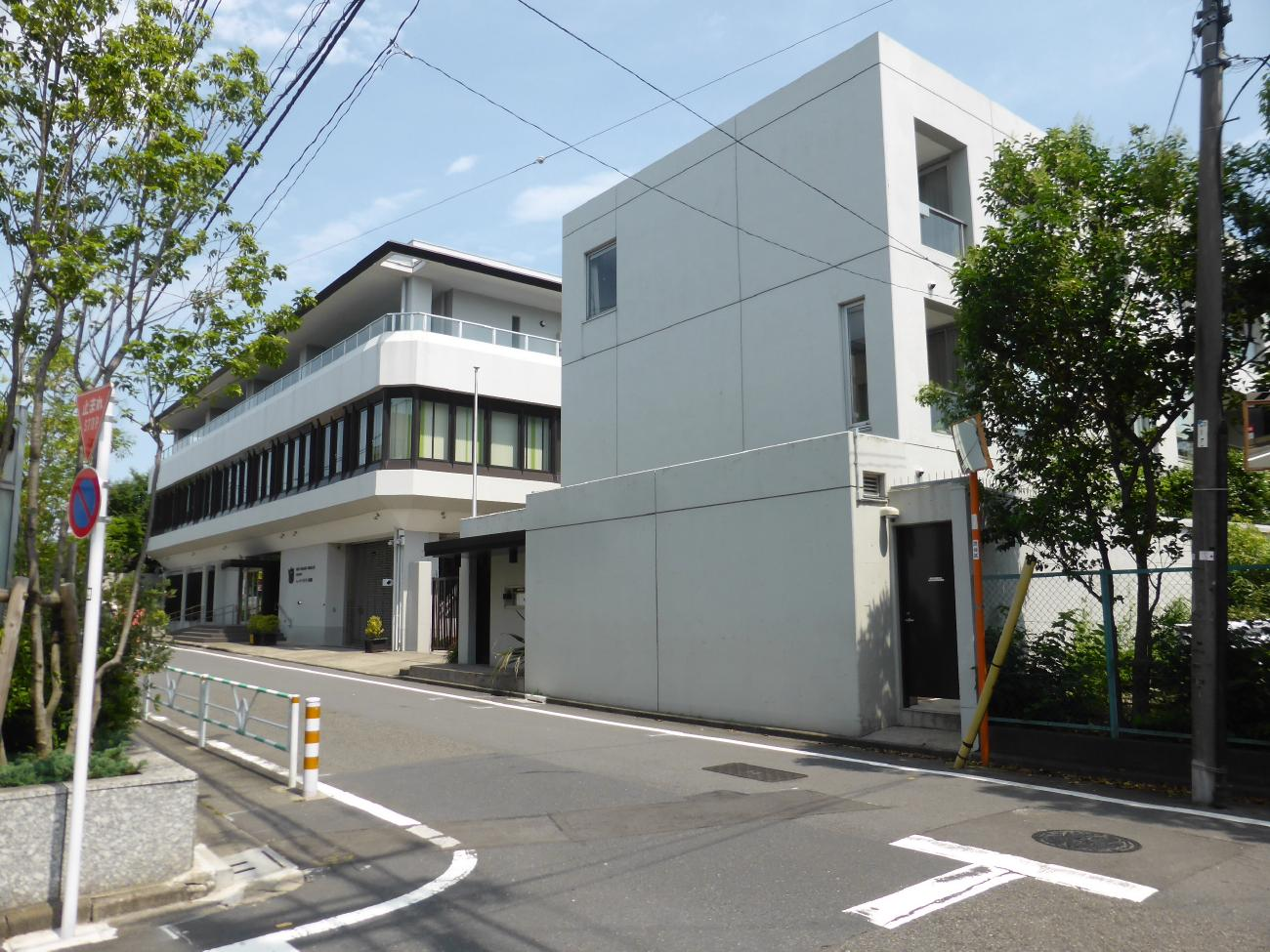
ニュージーランド大使館官舎

## 大使館をめぐる出来事
- 1969年、地面師が大使や関係者を名乗り、大使館跡地の売却を持ち掛ける詐欺事件が発生。1970年6月16日までにニュージーランド大使館で働いていた日本人運転手や香港の貿易商らが逮捕された[6]。